# پالینا (بازیکن فوتبال، زاده ۱۹۵۰)
پالینا (به پرتغالی: Palhinha؛ ۱۱ ژوئن ۱۹۵۰ – ۱۷ ژوئیهٔ ۲۰۲۳) بازیکن فوتبال اهل برزیل بود.
از جمله باشگاه‌هایی که وی در آن‌ها بازی کرده‌است، می‌توان به باشگاه فوتبال سانتوس، باشگاه ورزشی واسکو دوگاما، باشگاه فوتبال کورینتیانس، باشگاه ورزشی کروزیرو و باشگاه فوتبال اتلتیکو مینیرو اشاره کرد.
وی همچنین در تیم ملی فوتبال برزیل سابقهٔ بازی دارد.